# 杜章偉
杜章偉（1982年5月11日—）為台灣的棒球選手之一，出生於台南市，守備位置為投手。

## 生平
杜章偉是台南市人，大學時期就讀文化大學，與李國慶、莊宏亮並稱文化三劍客，他們在第一屆世界大學棒球錦標賽、第十五屆洲際盃棒球錦標賽同時入選國家代表隊。
杜章偉於2002年梅花旗大學棒球錦標賽當中拿下投手獎，並入選了第一屆世界大學棒球錦標賽中華隊國家代表隊，2003年在美國西雅圖舉辦的NBC國際棒球邀請賽當中個人繳出3勝、2救援，防禦率0，並且在冠軍戰投出一安打完封勝，創下NBC舉辦69年來首次由外國隊奪冠的紀錄，而個人也囊獲了大會MVP、最佳投手、最佳球員三個大獎，又在世界盃對戰美國隊投出好投，也遞補入選了第二十二屆亞洲棒球錦標賽中華隊國家代表隊，但卻是隊上唯一一位未出賽的球員，除了拿不到獎金之外，兵役也沒有得到解套，後來在隔年入選雅典奧運中華隊國家代表隊，並有出賽紀錄得以讓兵役解除，不過杜章偉在雅典奧運可沒有太出色的表現，也因此雖被美國職棒包括安那罕天使隊在內的幾支美國職棒球隊看上，但最後未被網羅。
杜章偉在2004年中華職棒選秀會當中被中信鯨隊選中，從2005年正式加入以來表現不俗卻敗多勝少，還創下12連敗的聯盟紀錄。後來2008年中信鯨隊解散，他於「特別選秀會」無人指名，未能如其他隊友如曾兆豪、柳裕展、黃宏任、倪福德可以延續棒球生涯，離開了職棒圈。他後來在2009年與前中信鯨隊隊友謝承勳、高俊強、王宜民等人一起加入了桃園航空城棒球隊。後來因涉入2009年中華職棒假球事件在當年12月遭板橋地檢署收押禁見，棒球協會除名，結束棒球生涯。

## 經歷
- 台南市公園國小少棒隊
- 台南市立建興國中青少棒隊
- 台南市南英商工青棒隊
- 文化大學棒球隊（美孚巨人）
- 中華職棒中信鯨
- 桃園航空城棒球隊

## 職棒生涯成績
| 年度   | 球隊   | 背號 | 出賽 | 勝投 | 敗投 | 中繼 | 救援 | 完投 | 完封 | 四死 | 三振 | 責失 | 投球局數 | 防禦率 |
| ------ | ------ | ---- | ---- | ---- | ---- | ---- | ---- | ---- | ---- | ---- | ---- | ---- | -------- | ------ |
| 2005年 | 中信鯨 | 18   | 18   | 3    | 4    | 0    | 0    | 2    | 0    | 30   | 34   | 23   | 69.0     | 3.00   |
| 2006年 | 中信鯨 | 25   | 25   | 4    | 5    | 0    | 0    | 1    | 0    | 31   | 45   | 51   | 100.0    | 4.49   |
| 2007年 | 中信鯨 | 25   | 48   | 1    | 7    | 6    | 2    | 0    | 0    | 24   | 69   | 35   | 96.0     | 3.23   |
| 2008年 | 中信鯨 | 25   | 32   | 4    | 7    | 1    | 2    | 0    | 0    | 23   | 50   | 49   | 105.0    | 4.20   |
| 合計   | 4年    |      | 122  | 12   | 23   | 7    | 4    | 3    | 0    | 108  | 198  | 158  | 370.0    | 3.84   |

## 特殊事蹟
- 2007年3月30日－2008年6月7日年創下中華職棒個人最長紀錄的跨季12連敗，直到2008年6月20日對上統一獅拿下勝投。

## 外部連結
- 杜章偉在台灣棒球維基館上的頁面（繁體中文）